# Поверхность Шерка

Анимация превращения друг в друга первой и второй поверхностей Шерка: они являются членами одного и того же ассоциированного семейства минимальных поверхностей.

Поверхность Шерка (названа именем Генриха Шерка) является примером минимальной поверхности. Шерк описал две полные вложенные минимальные поверхности в 1834 году. Его первая поверхность является дважды периодической поверхностью, а вторая — просто периодической. Они были третьим нетривиальным примером минимальных поверхностей (первые две — катеноид и геликоид). Две поверхности сопряжены друг другу.
Поверхности Шерка возникают при изучении некоторых задач о минимальных поверхностях и изучении гармонических диффеоморфизмов гиперболического пространства.

## Первая поверхность Шерка
Первая поверхность Шерка асимптотически стремится к двум бесконечным семействам параллельных плоскостей, ортогональных друг другу. Поверхности образуют близ z = 0 арки мостов в шахматном порядке. Поверхность содержит бесконечное число прямых вертикальных линий.

### Построение простой поверхности Шерка

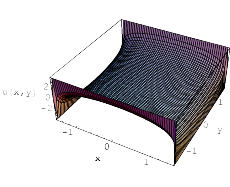
Поверхность Шерка Σ, заданная как график функции для x и y между и.

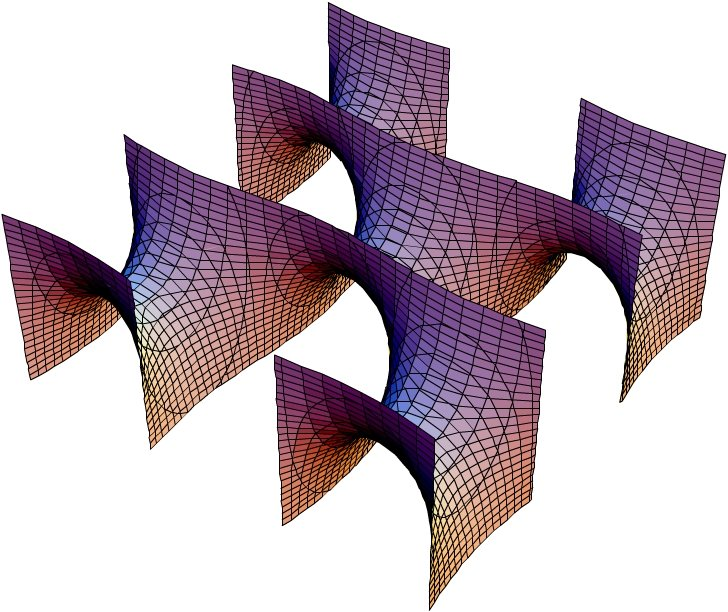
Девять периодов поверхности Шерка.

Рассмотрим следующую минимальную поверхность на квадрате на евклидовой плоскости: для натурального числа n найти минимальную поверхность {\displaystyle \Sigma _{n}} как график некоторой функции
{\displaystyle u_{n}:\left(-{\tfrac {\pi }{2}},+{\tfrac {\pi }{2}}\right)\times \left(-{\tfrac {\pi }{2}},+{\tfrac {\pi }{2}}\right)\to \mathbb {R} }
так что
{\displaystyle \lim _{y\to \pm \pi /2}u_{n}\left(x,y\right)=+n} для {\displaystyle -{\tfrac {\pi }{2}}<x<+{\tfrac {\pi }{2}},}
{\displaystyle \lim _{x\to \pm \pi /2}u_{n}\left(x,y\right)=-n} для {\displaystyle -{\tfrac {\pi }{2}}<y<+{\tfrac {\pi }{2}}.}
То есть, un удовлетворяет уравнению минимальной поверхности
{\displaystyle \mathrm {div} \left({\tfrac {\nabla u_{n}(x,y)}{\sqrt {1+|\nabla u_{n}(x,y)|^{2}}}}\right)\equiv 0}
и
{\displaystyle \Sigma _{n}=\left\{(x,y,u_{n}(x,y))\in \mathbb {R} ^{3}\left|-{\tfrac {\pi }{2}}<x,y<+{\tfrac {\pi }{2}}\right.\right\}.}
Что будет с поверхностью при стремлении n к бесконечности? Ответ дал Х. Шерк в 1834 году: предельная поверхность {\displaystyle \Sigma } является графиком функции
{\displaystyle u:\left(-{\tfrac {\pi }{2}},+{\tfrac {\pi }{2}}\right)\times \left(-{\tfrac {\pi }{2}},+{\tfrac {\pi }{2}}\right)\to \mathbb {R} ,}
{\displaystyle u(x,y)=\log \left({\tfrac {\cos(x)}{\cos(y)}}\right).}
То есть поверхность Шерка над квадратом равна
{\displaystyle \Sigma =\left\{\left.\left(x,y,\log \left({\tfrac {\cos(x)}{\cos(y)}}\right)\right)\in \mathbb {R} ^{3}\right|-{\tfrac {\pi }{2}}<x,y<+{\tfrac {\pi }{2}}\right\}.}

### Более общие поверхности Шерка
Можно рассмотреть похожие задачи с минимальными поверхностями на других четырёхугольниках на евклидовой плоскости. Можно также рассмотреть ту же задачу на четырёхугольниках на гиперболической плоскости. В 2006 году Гарольд Розенберг и Паскаль Коллин использовали гиперболические поверхности Шерка для построения гармонического диффеоморфизма из комплексной плоскости в гиперболическую плоскость (единичный диск с гиперболической метрикой), опровергая тем самым гипотезу гипотеза Шёна — Яу.

## Вторая поверхность Шерка

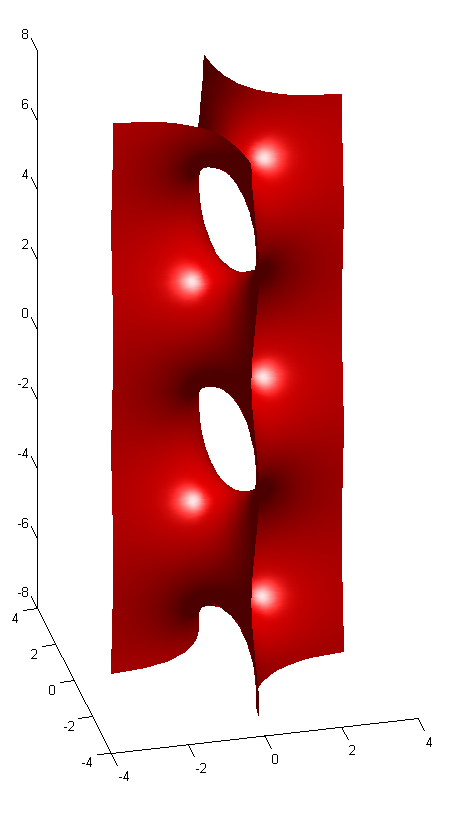
Вторая поверхность Шерка

Вторая поверхность Шерка глобально выглядит как две ортогональные плоскости, пересечение которых состоит из последовательности туннелей в чередующихся направлениях. Их пересечения с горизонтальными плоскостями состоит из чередующихся гипербол.
Поверхность задаётся уравнением:
{\displaystyle \sin(z)-\mathrm {sh} \,(x)\mathrm {sh} \,(y)=0}
Поверхность имеет Параметризация Вейерштрасса — Эннепера
{\displaystyle f(z)={\tfrac {4}{1-z^{4}}}}, {\displaystyle g(z)=iz}
и может быть параметризована как:
{\displaystyle x(r,\theta )=2\Re (\ln(1+re^{i\theta })-\ln(1-re^{i\theta }))=\ln \left({\tfrac {1+r^{2}+2r\cos \theta }{1+r^{2}-2r\cos \theta }}\right)}
{\displaystyle y(r,\theta )=\Re (4i\tan ^{-1}(re^{i\theta }))=\ln \left({\tfrac {1+r^{2}-2r\sin \theta }{1+r^{2}+2r\sin \theta }}\right)}
{\displaystyle z(r,\theta )=\Re (2i(-\ln(1-r^{2}e^{2i\theta })+\ln(1+r^{2}e^{2i\theta }))=2\tan ^{-1}\left({\tfrac {2r^{2}\sin 2\theta }{r^{4}-1}}\right)}
для {\displaystyle \theta \in [0,2\pi )} и {\displaystyle r\in (0,1)}. Это даёт один период поверхности, который может быть распространён в z-направлении симметрией.
Поверхность обобщил Х. Кархер в семейство сёдл пилона периодических минимальных поверхностей.
В литературе по ошибке эту поверхность называют пятой поверхностью Шерка. Чтобы исключить путаницу, полезно упоминать поверхность как поверхность Шерка одного периода или как башню Шерка.